# Trillium tschonoskii
Trillium tschonoskii är en nysrotsväxtart som beskrevs av Carl Maximowicz. Trillium tschonoskii ingår i släktet treblad, och familjen nysrotsväxter. Inga underarter finns listade.

## Bildgalleri

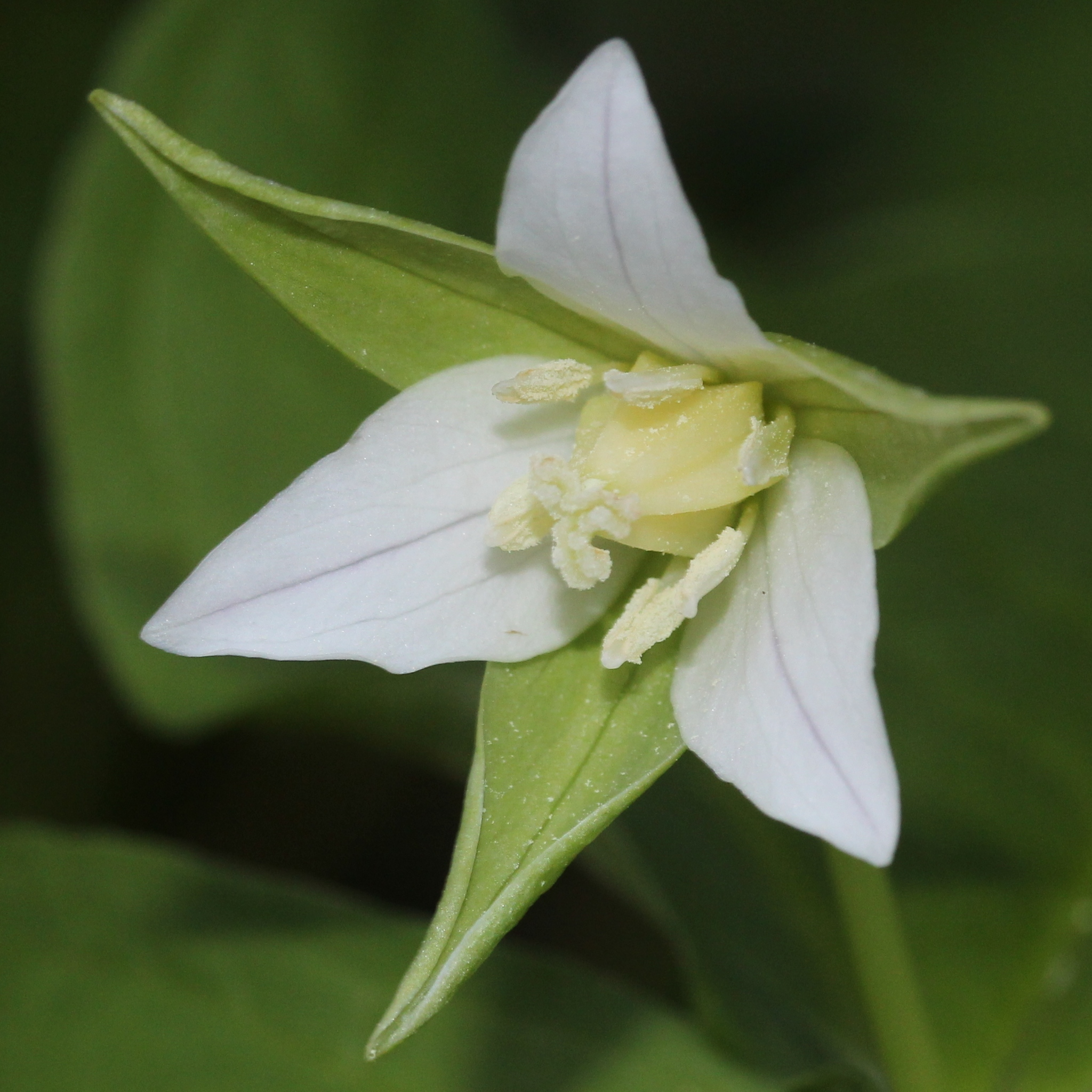
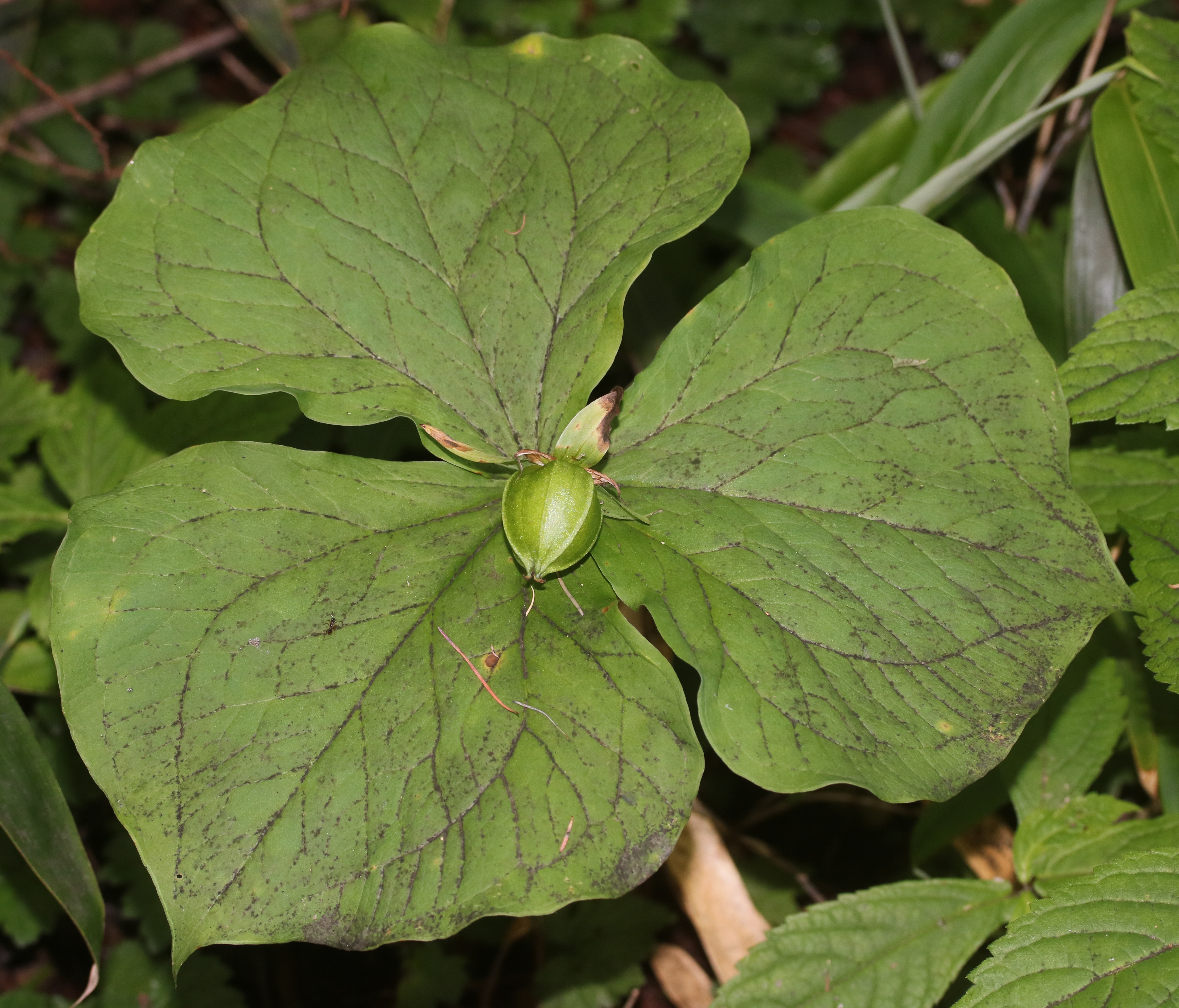
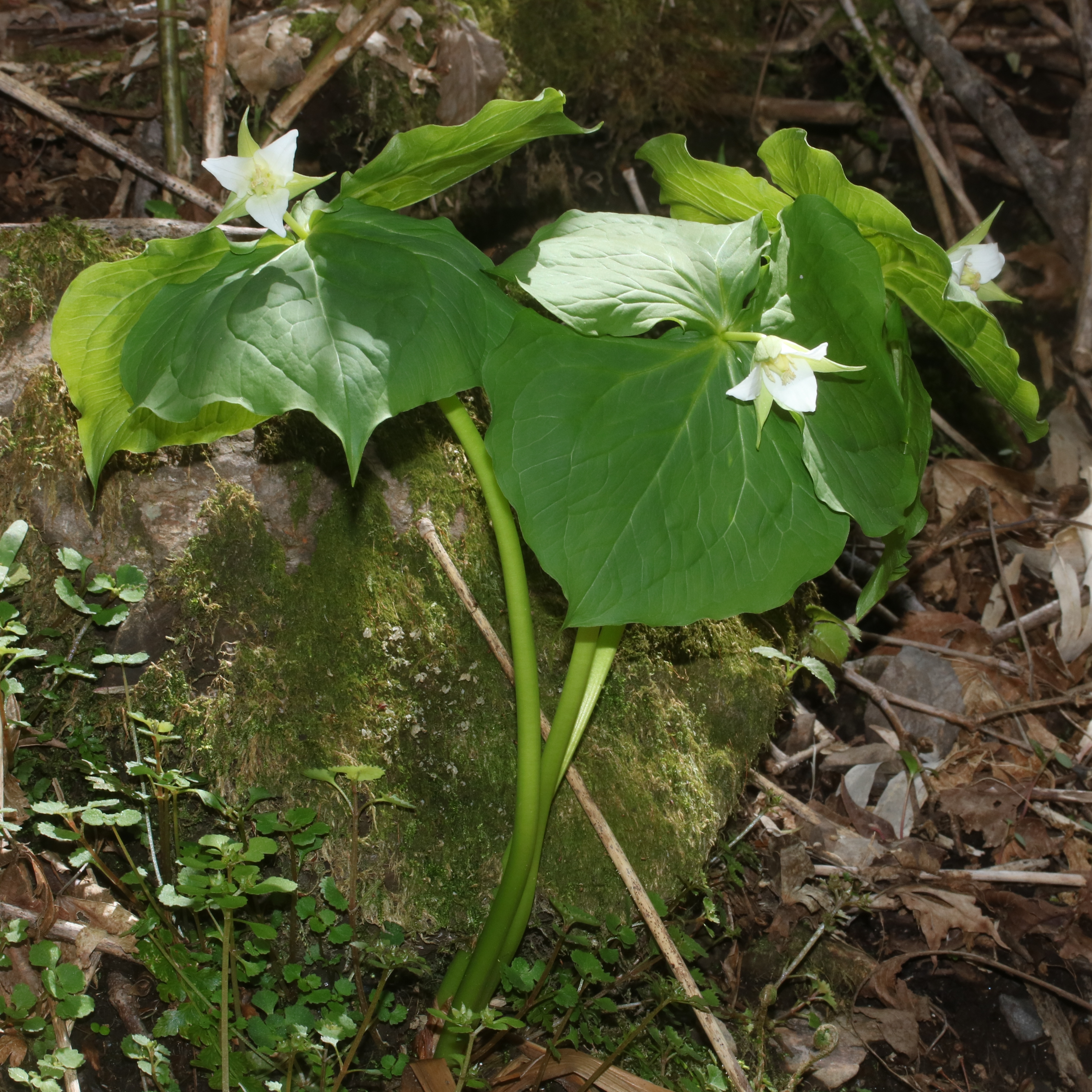